# Lewotobi (Sprache)
Lewotobi ist eine im Ostteil von Flores gesprochene Sprache. Sie gehört zu den zentral-östlichen-malayo-polynesischen Sprachen der malayo-polynesischen Sprachen innerhalb der Austronesischen Sprachen.